# Río Urola
El río Urola es un río de la vertiente cantábrica de la península ibérica que recorre el territorio de la provincia de Guipúzcoa, País Vasco (España). Es uno de los principales ríos de dicha provincia. 

## Curso
Tiene una longitud de 59 km, desde que nace en las faldas del monte Aitzgorri hasta que desemboca en Zumaya, recorriendo a su paso las localidades de Legazpia, Zumárraga, Villarreal de Urrechua, Azcoitia, Azpeitia, Cestona y Aizarnazábal, además de la ya citada de Zumaya.
Sus principales afluentes son los ríos Ibaieder, Régil, Altzolaras y Larruondo.
Aparece descrito en el decimoquinto volumen del Diccionario geográfico-estadístico-histórico de España y sus posesiones de Ultramar de Pascual Madoz con las siguientes palabras:

UROLA: r. en la prov. de Guipúzcoa: nace en el monte de Araya, jurisd. de Segura: corre primeramente por Legazpia, valle y térm. de Segura; desciende á Zumarraga y Villareal, dividiendo las aguas á estas v. de tal manera, que quien no lo advierta, las tendrá por una misma, pues no media mas que el r. y sobre él un puente de comunicacion, quedando Zumarraga á la der. y Villareal á la izq. Desde aqui dirige su curso por las llanuras de Azcoitia y Azpeitia, cuyos muros baña, dejándolas á la izq., y á la der. el santuario de Loyola, sit. entre las dos v.; pasa luego por el barrio de Lasao, que deja á la der., así como á Cestona, colocada en un cerro, al cual rodea el r. en forma de semicírculo, desde donde desciende al valle de Arrona; pasa por el barrio de Iraeta, por muy cerca de Aizarnazabal y Oiquina, y entra en el Océano Cantábrico por la barra de Zumaya, cuya v. deja á la izq., y la de Guetaria á la der. Su curso es de unas 6 leg., y es vadeable por todas partes, donde la aspereza de sus riberas no lo impide: le cruzan 31 puentes de piedra; da movimiento á 23 molinos harineros y 9 ferr., y cria truchas de un gusto muy delicado, anguilas, barbos y algun salmon cerca de su embocadura.
(Madoz, 1849, p. 229)

## Navegación
En los últimos kilómetros, entre Zumaya y Cestona, en lo alto de la ría, encontramos una zona de meandros llamada Bedua y sus islas. Según Chronographus anni 354, el Urola era navegable hasta la actual Zestoa, a 10 km de su desembocadura.
Por otro lado, ahora hay un puerto deportivo a la margen derecha. En la izquierda, no lejos de la ría, se encuentra el famoso flysch de Zumaya, en dirección a Deba.